# Lophodermium juncinum
Lophodermium juncinum är en svampart som först beskrevs av Jaap, och fick sitt nu gällande namn av Terrier 1977. Lophodermium juncinum ingår i släktet Lophodermium och familjen Rhytismataceae.   Inga underarter finns listade i Catalogue of Life.